# Вулиця Академіка Єфремова (Київ)
Ву́лиця Акаде́міка Єфре́мова — вулиця у Святошинському районі міста Києва, житловий масив Біличі. Пролягає від проспекту Академіка Палладіна  до вулиці Миколи Ушакова. Має також відгалуження, що прямує до тупика (поблизу Осінньої та Прорізної вулиць), що являє собою ділянку старої траси вулиці. 
Прилучаються вулиці Осіння,  Чорнобильська, Осінній провулок, вулиці Обухівська і Христини Сушко.

## Історія
Вулиця виникла в 60-ті роки XX століття під назвою Нова. З 1969 року мала назву вулиця Командарма Уборевича на честь радянського воєначальника Ієроніма Уборевича. На межі 1980–90-х років вулицю значною мірою переплановано і продовжено.
Сучасна назва на честь українського громадсько-політичного і державного діяча, історика літератури, академіка Української академії наук Сергія Єфремова — з 2016 року.

## Зображення

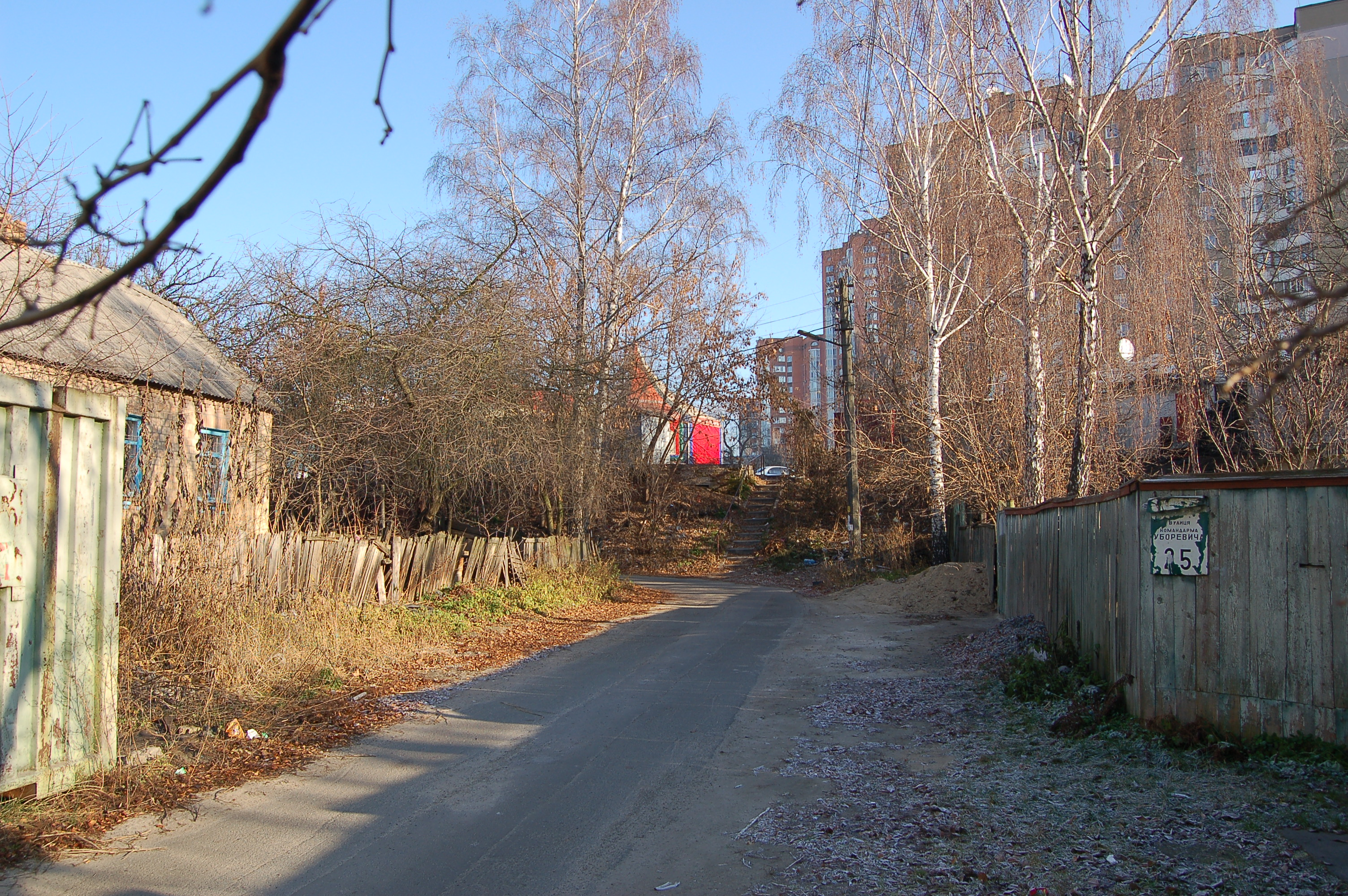
Ділянка старої траси вулиці
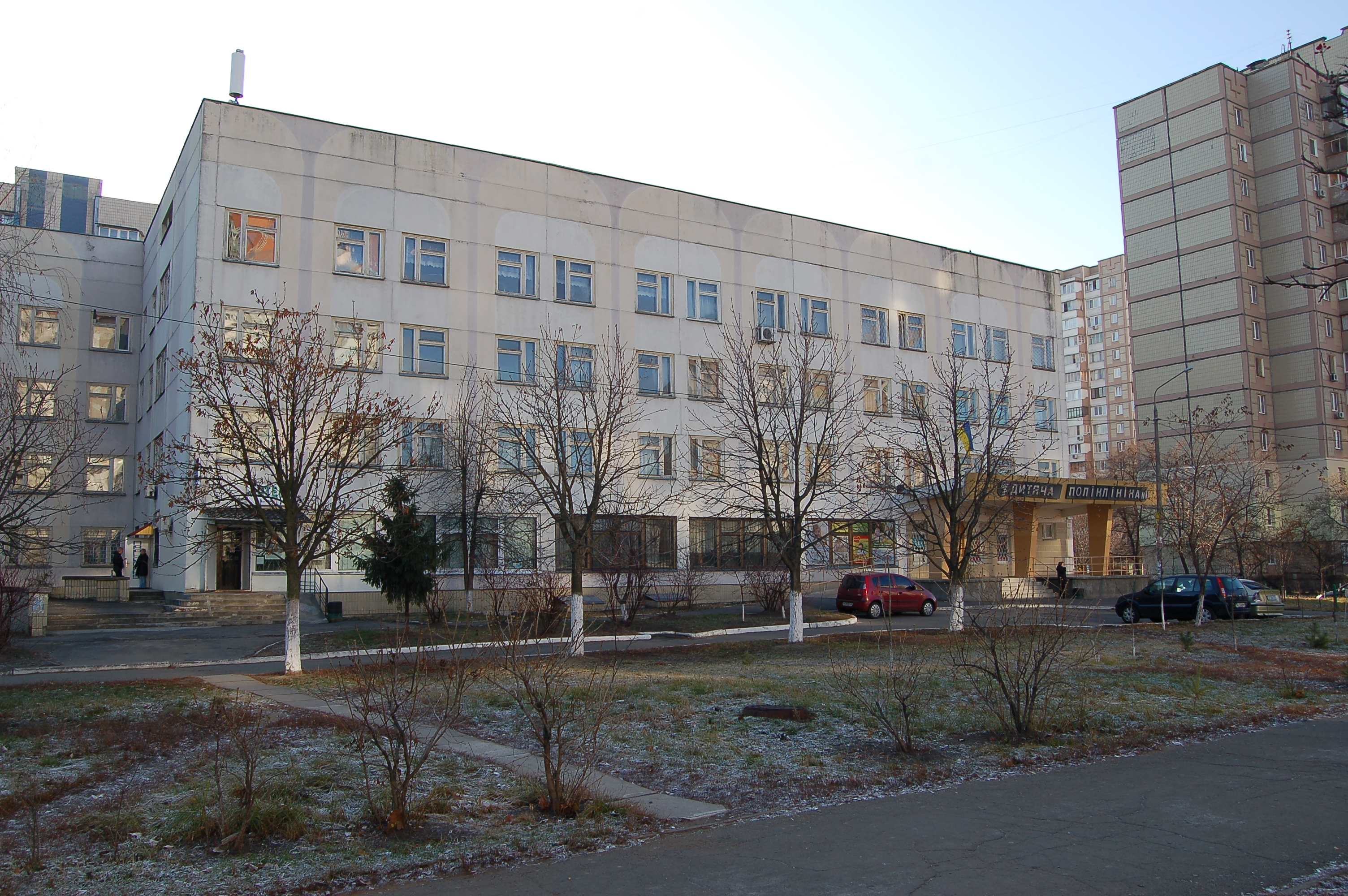
Дитяча поліклініка (буд. № 11)
Пам'ятник воїнам визволителям міста Києва

## Установи та заклади

### Навчальні заклади
- Навчально-виховний комплекс «Зірниця» (буд. № 9-а)
- Спеціалізована школа № 304 (буд. № 21-а)

### Медичні заклади
- Дитяча поліклініка № 1 Святошинського району (буд. № 11)

## Пам'ятники
| Назва                                                                      | Розташування                                    | Координати                                                            | Короткі відомості | Зображення |
| -------------------------------------------------------------------------- | ----------------------------------------------- | --------------------------------------------------------------------- | --- | ---------- |
| Воїнам визволителям міста Києва, меморіал                                  | неподалік рогу з проспектом Академіка Палладіна | 50°27′54″ пн. ш. 30°21′12″ сх. д. / 50.46500° пн. ш. 30.35333° сх. д. | Пам'ятник — солдат Радянської армії з опущеним автоматом. На дошці напис: Тут покоїться прах двадцяти п'яти воїнів визволителів міста Києва, що загинули в 1943 р. під час бомбардування позицій фашистською авіацією; поруч дошка з іменами загиблих. |            |
| Жертвам Голодомору 1932–1933 років мешканцям села Біличі, пам'ятний хрест. | на розі з Чорнобильською вулицею                | 50°27′49″ пн. ш. 30°20′45″ сх. д. / 50.46361° пн. ш. 30.34583° сх. д. | У селі Біличі, яке зараз входить до складу Києва як мікрорайон новобудов Святошинського району, під час штучно інспірованого радянською владою Голодомору в Україні 1932–1933 років померло 250 осіб. На честь померлих споруджено дерев'яний хрест.   |            |
| Загиблим у Афганістані воїнам-«афганцям», меморіал                         | на розі з Чорнобильською вулицею                | 50°27′50″ пн. ш. 30°20′46″ сх. д. / 50.46389° пн. ш. 30.34611° сх. д. | Меморіал встановлено коштом виробничого концерну Воєнторг ДіСі/ |            |